# TikiWiki

Logo TikiWiki

TikiWiki CMS/Groupware, chiamato originalmente e conosciuto dai più come TikiWiki, è un Content Management System (CMS) open source (LGPL) / Geospatial Content Management System (GeoCMS) / Groupware web application installabile su siti web e portali sia internet che intranet. TikiWiki può essere usato come un ambiente wiki, un sistema di tracciamento di bug, una piattaforma collaborativa, un sistema di blogging o un forum. TikiWiki è un pacchetto largamente personalizzabile attraverso moduli multi-funzione; ogni componente può essere attivato / disattivato e personalizzato dall'amministratore di TikiWiki. Inoltre TikiWiki estende la personalizzazione agli utenti attraverso la possibilità di scegliere diverse interfacce grafiche e temi.
Il progetto è ospitato su SourceForge, ed è stato Progetto del mese per il luglio 2003.

## Contesto applicativo
Tikiwiki si adatta in modo agevole a differenti ambiti. Esiste la possibilità di scegliere in fase di installazione la configurazione che più si adatta alle attività che si intendono mettere in opera.
La curva di apprendimento presenta delle difficoltà iniziali, essenzialmente legate alla ricchezza di strumenti messi a disposizione in TikiWiki. Per questo motivo se da un lato TikiWiki è senza dubbio proficuo nel contesto di un utilizzo del singolo (il blogger, l'appassionato che vuole creare un forum, il libero professionista che vuole disegnare un portale per la propria attività), è in realtà lo sfruttamento in ambito aziendale e la configurazione svolta in team che consentono un più pieno e completo apprezzamento del modello di condivisione offerto, soprattutto per quel che concerne l'incentivazione dei processi di comunicazione disintermediati ed aderenti ad una sottostante visione olistica dell'informazione aziendale.

## Componenti principali
TikiWiki offre componenti in queste categorie:
- Creazione di Contenuti e Strumenti di Gestione: Queste caratteristiche consentono agli amministratori ed agli utenti di creare, mostrare e mantenere contenuti di ogni tipo accessibili online, includendo testo, dati binari, immagini, link e molto altro.
- Strumenti di Organizzazione dei Contenuti e Supporto alla Navigazione: Queste caratteristiche consentono agli amministratori e agli utenti di organizzare, strutturare e presentare i contenuti in modo gestibile e organizzato.
- Strumenti di comunicazione: Queste caratteristiche consentono agli amministratori e agli utenti di comunicare fra loro (e verso il resto del mondo) attraverso diverse funzionalità come la messaggistica interna, la telefonia o lo scambio dati.
- Tool di amministrazione e configurazione: Queste caratteristiche consentono agli amministratori (e agli utenti dotati dei permessi appropriati) di configurare e amministrare tutti gli aspetti di un sito TikiWiki.
- Workflow: TikiWiki integra nativamente il workflow Galaxia. Tramite questa funzionalità è possibile formalizzare processi aziendali e ricontestualizzare le attività in un'ottica di BPR.

In aggiunta TikiWiki consente a ciascun utente di scegliere fra diversi stili visivi predefiniti attraverso la selezione di diversi temi e skin. I temi sono implementati utilizzando i CSS e il motore di template open source Smarty (incluso nell'installazione tikiwiki). Possono essere creati temi aggiuntivi dalle pagine di amministrazione di TikiWiki administrator per aggiungere il proprio logo o per personalizzare lo stile del proprio sito, ma occorre avere una elementare familiarità con i CSS e Smarty.
Per maggiori informazioni vai alla Pagina delle caratteristiche Tikiwiki (in inglese).

## Internazionalizzazione
TikiWiki è un progetto internazionale che fornisce traduzioni dell'interfaccia in molte lingue. La lingua principale è l'inglese sebbene TikiWiki sia disegnato per supportare ogni lingua codificabile in UTF-8. A far data dal 29/09/2009 TikiWiki è stato completamente tradotto in otto lingue e in altre cinque in misura del 90%. Esistono anche traduzioni parziali in nove lingue. Di seguito una lista di lingue e lo stato corrente della traduzione sul sito TikiWiki.

## Implementazione
TikiWiki è sviluppato essenzialmente in PHP e JavaScript. Utilizza in modo massiccio i database, ed è stato sviluppato inizialmente per il solo MySQL. Ad oggi attraverso l'ADOdb database abstraction layer, Tikiwiki supporta altri database. TikiWiki funziona sulla maggior parte dei server web come Apache e Microsoft's IIS. Occorre che i server forniscano PHP 5 ed uno dei database supportati. Di seguito le specifiche richieste da TikiWiki.
I componenti TikiWiki fanno uso di altri progetti open source, come lo Zend Framework, Smarty, jQuery, xajax, ADOdb, HTML Purifier, FCKeditor, HawHaw, phpCAS, FeedCreator, PHP Layers Menu, Morcego, and Mapserver.
Se si utilizza un mapserver TikiWiki diventa un Geospatial Content Management System con mappe, località sulle mappe degli utenti registrati, immagini relative a zone geografiche, metadati e altre informazioni correlate agli spazi geografici.

## Implementazioni in produzione di TikiWiki
- Sito ufficiale di supporto di Firefox, su support.mozilla.com.
- Québec City Convention Centre, su convention.qc.ca (archiviato dall'url originale il 21 ottobre 2009).
- Rio Tinto Alcan Sustainable Homes Program, su riotintoalcansustainablehomes.com. URL consultato il 9 novembre 2009 (archiviato dall'url originale il 19 luglio 2008).
- Official TikiWiki Site, su info.tikiwiki.org.

## Gruppo di Progetto
TikiWiki è in stato di sviluppo da una grande comunità di più di 300 sviluppatori e traduttori, ed è uno dei più grandi team open source del mondo. I membri di progetto hanno offerto le risorse e la banda richieste per manutenere il vasto e complesso sito TikiWiki.org e diversi sottodomini che utilizzano esclusivamente TikiWiki.
Tikiwiki è quindi utilizzato come strumento per la promozione e la collaborazione degli sviluppatori, in modo da testare costantemente il prodotto e poter rilevare in tempi molto rapidi anomalie e bug. I membri del progetto si riferiscono a questa dipendenza dal loro personale profitto come "mangiare il proprio cibo per animali". Gli sviluppatori si sono mossi secondo questo principio sin dai primi giorni del progetto.
I membri della comunità TikiWiki partecipano a diversi eventi correlati come WikiSym e Libre Software Meeting.

## Storia
Il primo rilascio di TikiWiki, in versione 0.9 (nome in codice "Spica"), era dell'ottobre 2002. È un prodotto generato inizialmente dal lavoro di sviluppo di Luis Argerich (Buenos Aires, Argentina), Eduardo Polidor (San Paolo, Brasile) e Garland Foster (Green Bay, Stati Uniti). Da allora oltre 300 sviluppatori e traduttori si sono aggiunti dando il proprio contributo a TikiWiki. Il progetto oggi è ospitato su SourceForge.

## Fork/derivati
- bitweaver
- Demo & Reviews, su php.opensourcecms.com. URL consultato il 9 novembre 2009 (archiviato dall'url originale il 19 novembre 2009).
- storia, su cms.wikia.com.

## Nome
Il nome TikiWiki è scritto in CamelCase, una sintassi comune nei Wiki per indicare un collegamento ipertestuale interno al Wiki medesimo. Si tratta indicativamente di una parola composta che combina due parole Polinesiane, Tiki and Wiki, per creare una parola con un ritmo fonetico analogo a wikiwiki, variante comune di wiki.